# Paul Gebauer
Paul Gebauer (21. dubna 1888 Sosnová – 18. září 1951 Harburg) byl slezský malíř a sedlák. Patří k nejvýznamnějším malířům německého Slezska ve 20. století. Jeho díla jsou zastoupena ve sbírkách Slezského zemského muzea.

## Život
Paul Gebauer se narodil v roce 1888 Josefu Gebauerovi a Marii rozené Schölder. Pocházel ze starého německého (slezského) selského rodu. Jeho rodina vlastnila statek v Sosnové již od roku 1708 a v obci patřila k elitě. Jeho otec Josef Gebauer byl v letech 1901–1907 starostou Sosnové a dlouhodobě působil jako předseda společenstva místního lihovaru. Paulova matka zemřela v roce 1909, o čtyři roky později se jeho otec znovu oženil.
Paul po absolvování opavské a krnovské reálky studoval malbu na Akademii výtvarných umění ve Vídni u R. Müllera a na Kunstakademie v Drážďanech u O. Zwünsthera a Gotthardta Kuehla. Období první světové války prožil v zákopech na frontě, kde strávil celkem tři roky. Dosáhl hodnosti poručíka. Za své zásluhy obdržel Karlův vojenský kříž a dvakrát i záslužnou vojenskou medaili (tzv. Signum Laudis). Na konci války v roce 1918 byl nucen ujmout se rodinném statku v Sosnové a postarat se o stárnoucího otce. Dne 22. listopadu 1921 se v Sosnové oženil s Hildou Drösslerovou (1898–??), dcerou řídícího učitele z Nové Rudné. Sedm měsíců po svatbě, 24. června 1922, se manželům narodila dcera Hilda, následovali synové Paul a Herbert.
Paul Gebauer na čas malířství opustil, aby se plně věnoval hospodářství a rodině. Výtvarném umění se znovu začal věnovat až kolem roku 1928. Dům z roku 1890, ve kterém rodina bydlela, prošel v roce 1934 rozsáhlou přestavbou. V podkroví byl zbudován ateliér s velkým střešním oknem, jehož součástí byla i „mezera” pod oknem pro vynášení rozměrných obrazů, a bohatá knihovna s uměleckými tituly. Celý objekt byl na svoji dobu nadstandardně vybaven. Byl do něj zaveden vodovod, splachovací záchod a také napáječky pro dobytek. K domu patřila zahrada s ovocnými stromy, kde se nacházel altán, který byl v roce 1922 přestavěn jako výměnek, který po otcově smrti Paul Gebauer užíval pro malířské účely.
O osobních postojích Paula Gebauera není mnoho známo. Byl popisován jako velmi přátelský člověk s obrovským smyslem pro humor. Mezi jeho přátele patřili osobnosti místní regionální kulturní sféry jako např. znalec umění Edmund Wilhelm Braun či Werner Kudlich. Byl členem uměleckých organizací jako Sdružení výtvarných umělců slezských či Německého kulturního svazu v Sosnové. Ve 30. letech se přiklonil k nacionálně socialistickému politickému programu. V roce 1934 se stal signatářem petice, která byla proti tomu, aby němečtí sympatizanti s Čechy, kteří posílali své děti do české školy, dostali příděl mouky určený pro nezaměstnané. Kronika české školy zmiňuje Gebauera jako akademického malíře, ale i jako „úhlavního nepřítele české menšiny”. Jiné prameny naopak dokládají, že Gebauer ve skutečnosti nenávistně vyhraněný k české menšině nebyl. V roce 1936 přispěl jako jeden z nejštědřejších dárců do sbírky na renovaci místního kostela, které věnoval 1000 Kčs. Podílel se také zapůjčením povozu, ale především nechal provést restaurování oltářního obrazu.
Po zabrání pohraničí Německem na začátku 2. světové války vstoupil do NSDAP, což rozhodlo jeho poválečný osud, i přesto, že nacistické myšlenky nikdy veřejně neoslavoval a do této doby se nijak politicky neangažoval. Naproti tomu Paulova manželka Hilda od listopadu 1938 zastávala funkci místní vedoucí Nacionálněsocialistického svazu žen (NS-Frauenschaft). Manželé Gebauerovi si také během války vysloužili stigma veřejného označení za „škůdce německého národa”, což byl titulek, který otiskli noviny Freudethaler Zeitung v roce v květnu 1941.Článek informoval, že čtveřice sosnovských zemědělců, včetně Gebauerových, byla odsouzena k peněžitému trestu, protože mléko, které měli odvádět státu, ředili vodou. Starosti rodině přidalo, že oba synové byli povoláni do wehrmachtu, a v roce 1943 Hilda onemocněla nádorovým onemocněním, které následovalo operací a po ní i psychickými problémy. Po skončení války se 5. května 1945 ujala vedení obce místní správní komise. Hilda byla 23. srpna 1945 zadržena a internována v pracovním táboře v Bruntále, kde se jí i přes vážné onemocnění nedostávalo léčby a propadala depresím. Ve prospěch manželů Gebauerových se aktivně angažoval předseda místní správní komise a nejváženější český starousedlík v Sosnové, Václav Baran. Ten se obrátil na Okresní správní komisi s žádostí o propuštění Hildy Gebauerové. Jako argument byla použita zmínka o pokutě v místních novinách a označení za škůdce národa s přiložením opisu článku. I přesto však byla žádost zamítnuta a Hilda Gebauerová nebyla propuštěna, ani po zrušení tábora v prosinci 1945. Místo toho byla převezena do Krajského internačního střediska v Opavě s návrhem na trestní řízení pro nacistické zločince a zrádce, za její angažování ve vedení Nacionálněsocialistického svazu žen. Václav Baran v březnu 196 znovu zažádal o Hildino dočasné uvolnění, tentokrát s odůvodněním jejího přidělení na práci, čemu již bylo vyhověno. Hilda nakonec nebyla odsouzena, neboť zájem na jejím odsunu převážil zájem na jejím stíhání.
V srpnu 1946 byl Paul Gebauer v rámci vysídlení Němců z Československa odsunut do Bavorska.
Zemřel 18. září 1951 ve věku 63 let v bavorském Harburgu. Známými výtvarníky se v Německu staly i jeho děti Hilda a Paul.

## Tvorba
Ze studií byl ovlivněn nejdříve impresionismem. Po 1. světové válce svou tvorbu orientoval ve směru sociálního primitivismu, přes expresionismus dospěl k magickému realismu a k tzv. nové věcnosti. Hlavní část jeho malířského díla vznikla v letech 1928–1937. Tematicky se věnoval třem oblastem: portrétu, žánrovému zobrazení zemědělských prací a figurálním kompozicím, které měly převážně sociální rysy. Svými ilustracemi a karikaturami přispíval do mnichovského časopisu Jugend. Tvořil také fresky a sakrální obrazy v duchu monumentálního realismu. Vyzdobil např. Kostel sv. Hedviky či spořitelnu v Opavě. Ke konci života se často věnoval také autoportrétu. Mezi jeho nejzásadnější práce, v nichž svým modernistickým přístupem předznamenal fotorealismus s náskokem několika dekád, patří autoportrét se sousedy nazývaný Moji nejbližší (1929), portrét ředitele opavské banky Kocha a alegorie Narození Páně s vesničany modlícími se nad malým chlapcem v dupačkách, který v roce 1935 zakoupila Národní galerie Praha. Scény maloval podle fotografií. Na svých obrazech zvěčnil svou rodinu, známé, děvečky a pacholky i sám sebe.
Díla Paula Gebauera odpovídala i nacistickým představám o umění a zobrazování německého člověka v německé krajině. Jeho obraz Hans Kudlich přináší sedlákům svobodu (Hans Kudlich bringt den Bauern die Freiheit)byl v roce 1941 součástí výstavy v nově vybudovaném Domě umění (Haus der Kunst) v Berlíně.

## Dílo

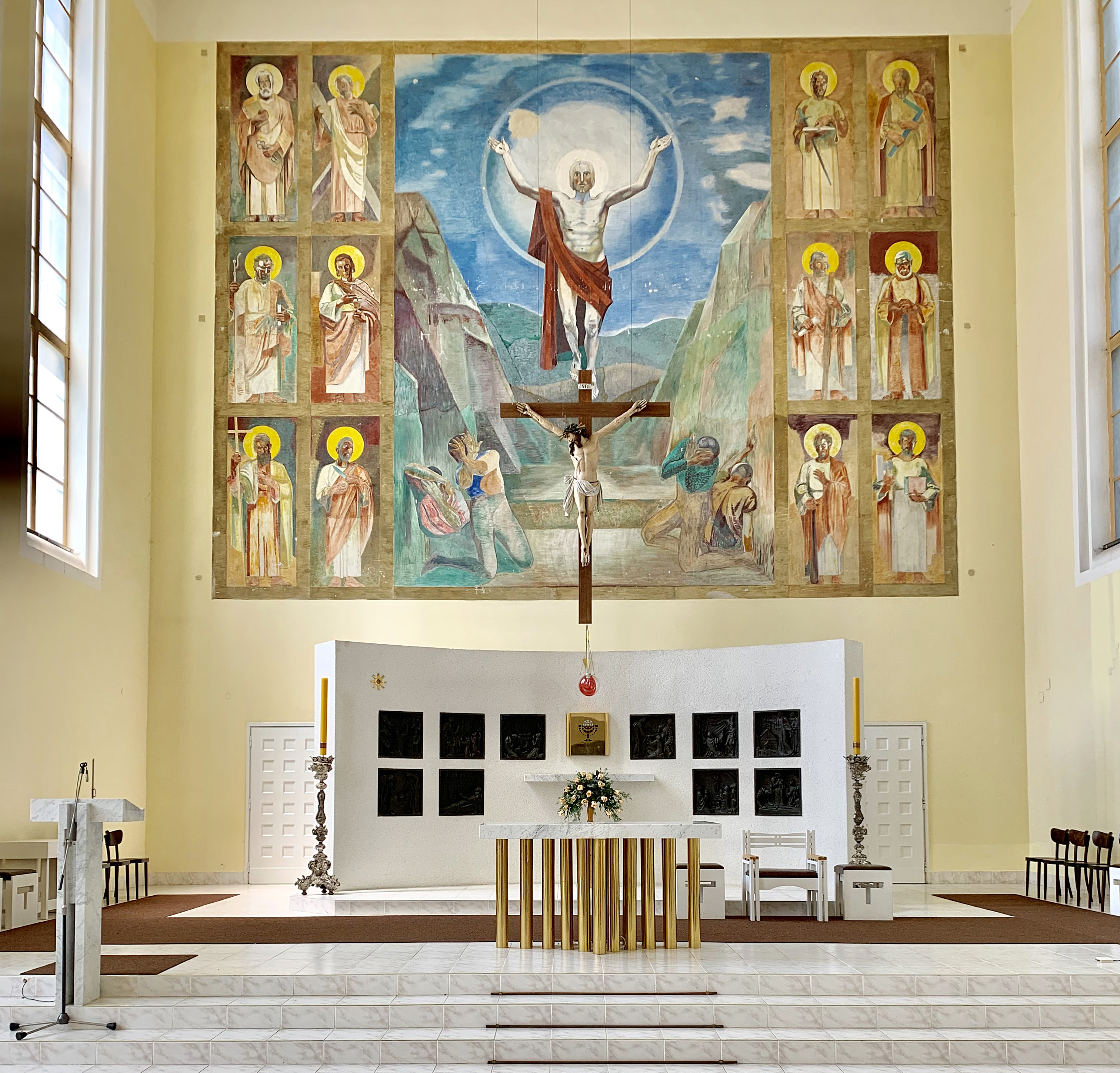
Oltářní freska Zmrtvýchvstání Krista, Kostel svaté Hedviky

Paul Gebauer musel po odsunu Němců zanechat v Sosnové veškerý svůj majetek, včetně více než stovky svých obrazů. Jako díla dalších slezských německých malířů, byla i díla Paula Gebauera označena za esteticky nehodnotná a podle toho se s nimi také zacházelo. Obrazy byly tříděny, nabízeny muzeím, starožitnostem či školám pro výuku. Část byla uložena na půdě Slezského muzea v Opavě. Z depozitu pak obrazy po desítkách let vrátila na veřejnost až historička umění Anna Habánová, která Gebauerovi uspořádala v roce 2019 výstavu v Oblastní galerii Liberec.
V roce 2019 byl ve velkolosinských lázních nalezen obraz Paula Gebauera Svačina na poli (1942), který byl do této doby veden jako nezvěstný. Srolované plátno o rozměrech 308 × 251 cm bylo zastrčeno v kanalizační trubce, kde utrpělo vlivem nečistot a plísní značné poškození. Obraz z roku 1942 byl původně určen pro výzdobu jídelny v tehdy nově vybudované části lázeňského komplexu ve Velkých Losinách (Kursäle), kterou navrhl architekt Alfred Castellitz (1870–1940). Po zrestaurování v roce 2020 byl deponován ve foyer Vlastivědného muzea v Šumperku.
- Autoportrét (plovina 20. let 20. století), olej na plátně, 100 × 70 cm, Slezské zemské muzeum, Opava
- Podobizna ředitele Kocha (1928), olej na plátně, 119 × 85 cm, Slezské zemské muzeum, Opava
- Moji nejbližší (1929), olej na plátně, 67,5 × 73,5 cm, Slezské zemské muzeum, Opava
- Sedláci (1929–1930), olej na plátně, nezvěstné
- Obraz žní (konec 30. let), olej na plátně, 55 × 75 cm, soukromá sbírka
- Narození Páně (30. léta 20. století), olej na plátně, Národní galerie Praha
- Zmrtvýchvstání Krista (30. léta 20. století), oltářní freska, Kostel svaté Hedviky, Opava
- Cesta ke štěstí, freska, budova spořitelny, Opava
- Rozsévač, freska, bývalý Mariánský ústav, Opava
- Portrét s blízkými (1937), olej na plátně, 130 × 106 cm, Slezské zemské muzeum, Opava
- Hans Kudlich přináší sedlákům svobodu, olej na plátně

- Svačina na poli (1942), olej na plátně, 308 × 251 cm, Vlastivědné muzeum v Šumperku

## Výstavy
- 1934 – Výstava v městském muzeu v Bruntálu[15]
- 2019 – Paul Gebauer (1888–1951) Ikona fotorealistické malby a Heimatkunst, 20. září 2019 – 5. leden 2020, Oblastní galerie Liberec, Podbazénová hala, Kurátorka výstavy: Anna Habánová[16]
- 2020 – Paul Gebauer, „akademický malíř a sedlák”, 21. ledna 2020 – 26. dubna 2020, Slezské zemské muzeum v Opavě[17]

## Galerie

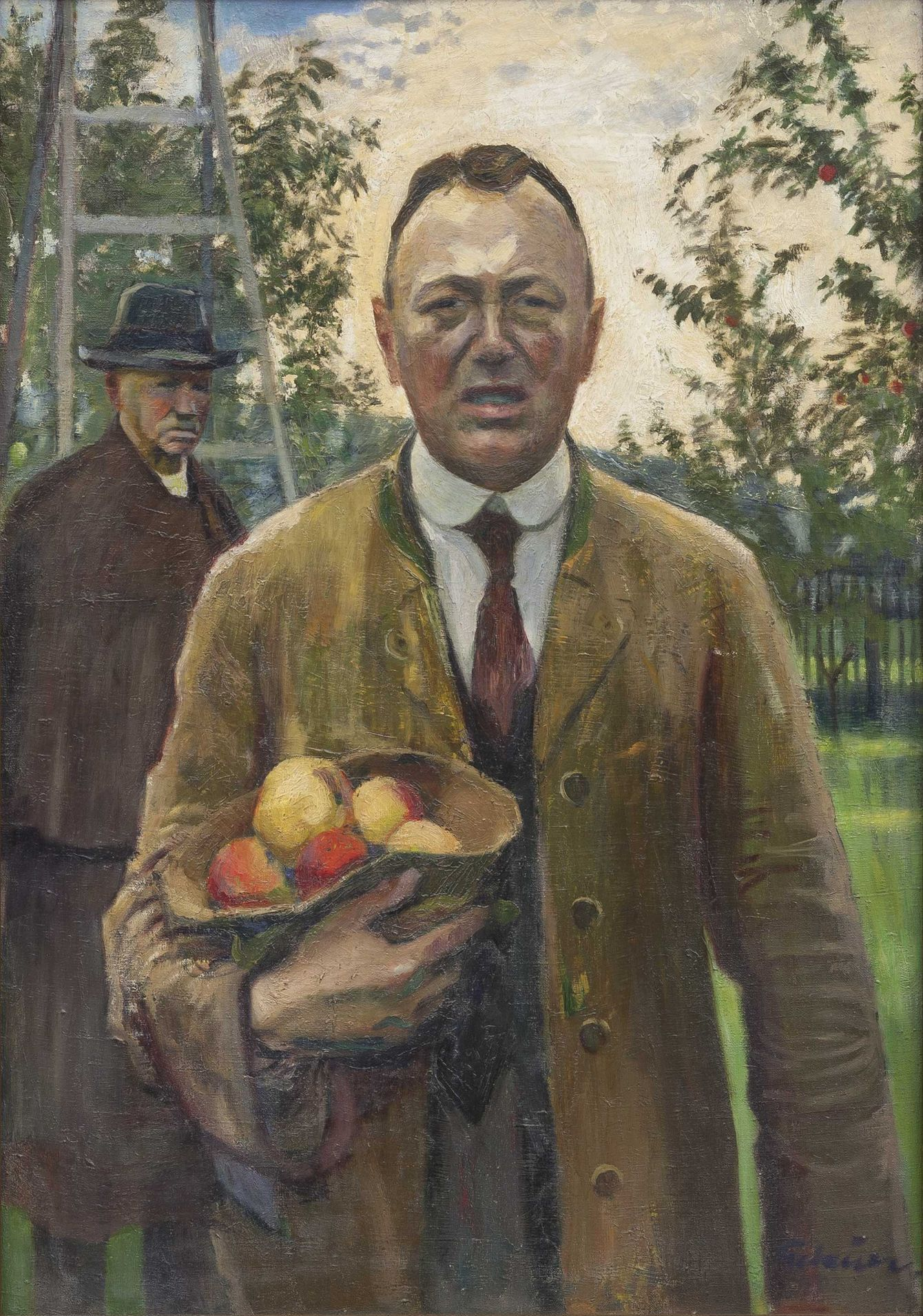
Autoportrét (polovina 20. let)
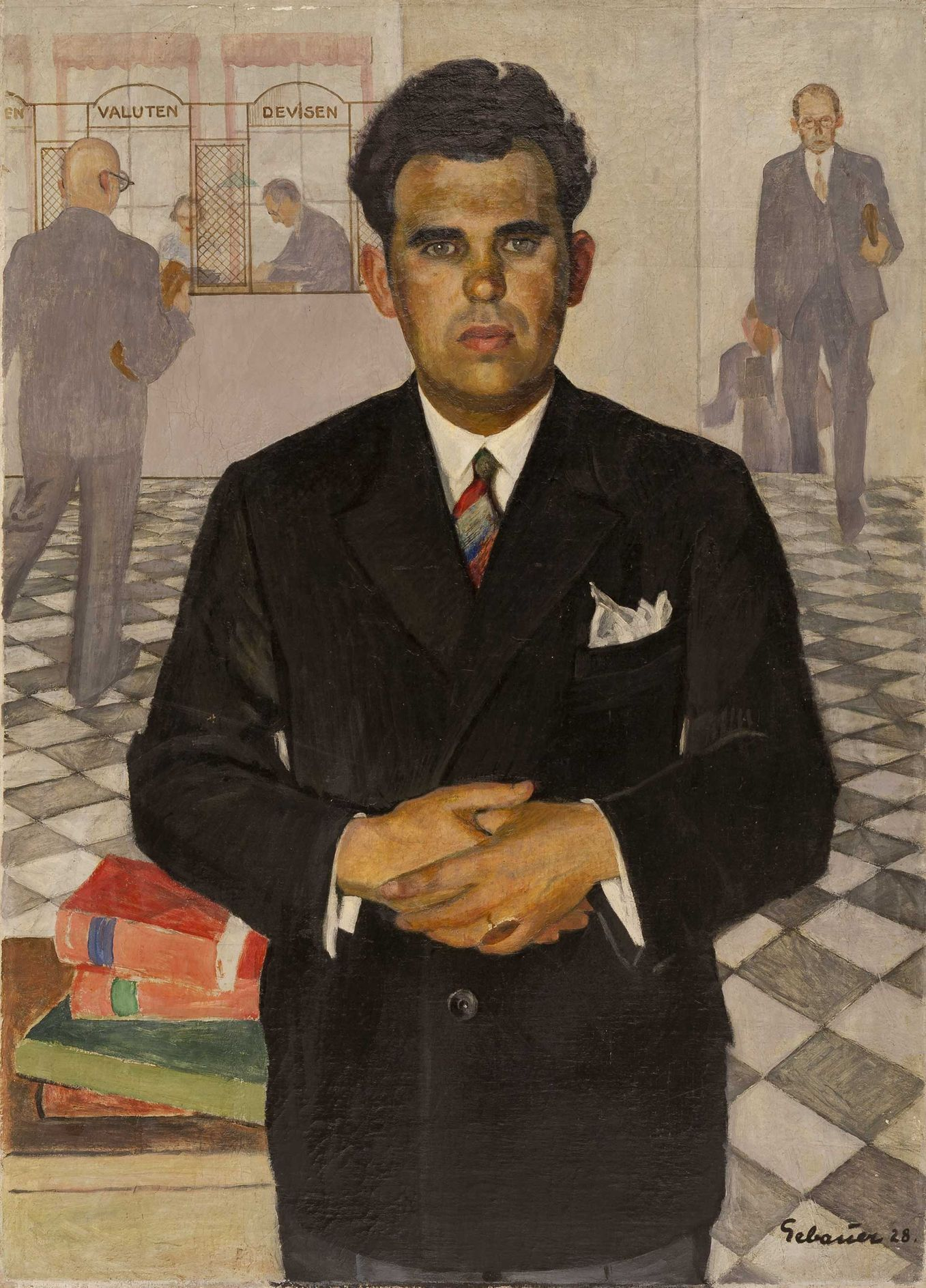
Podobizna ředitele Kocha (1928)
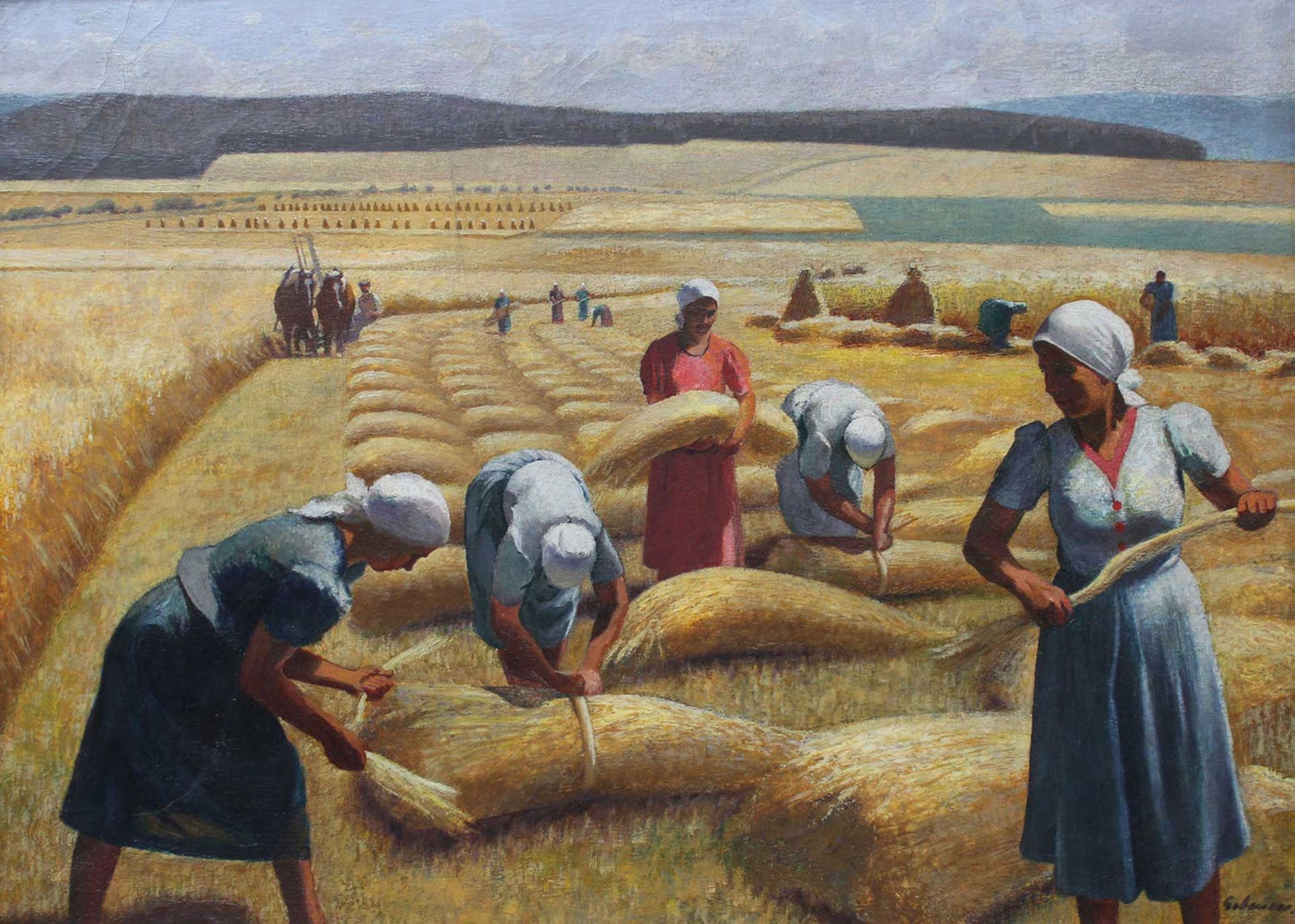
Obraz žní (konec 30. let)
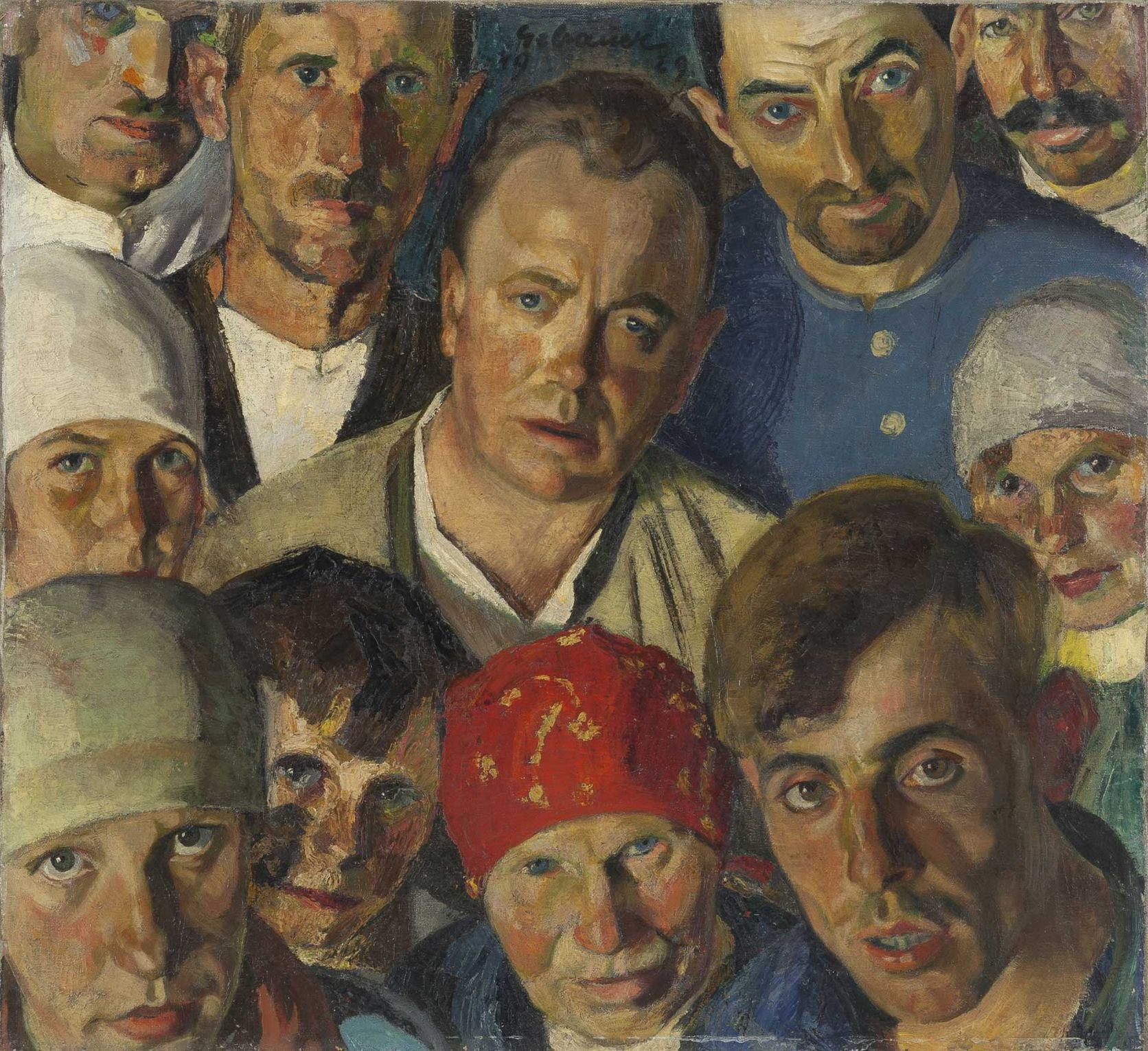
Moji nejbližší (1929)
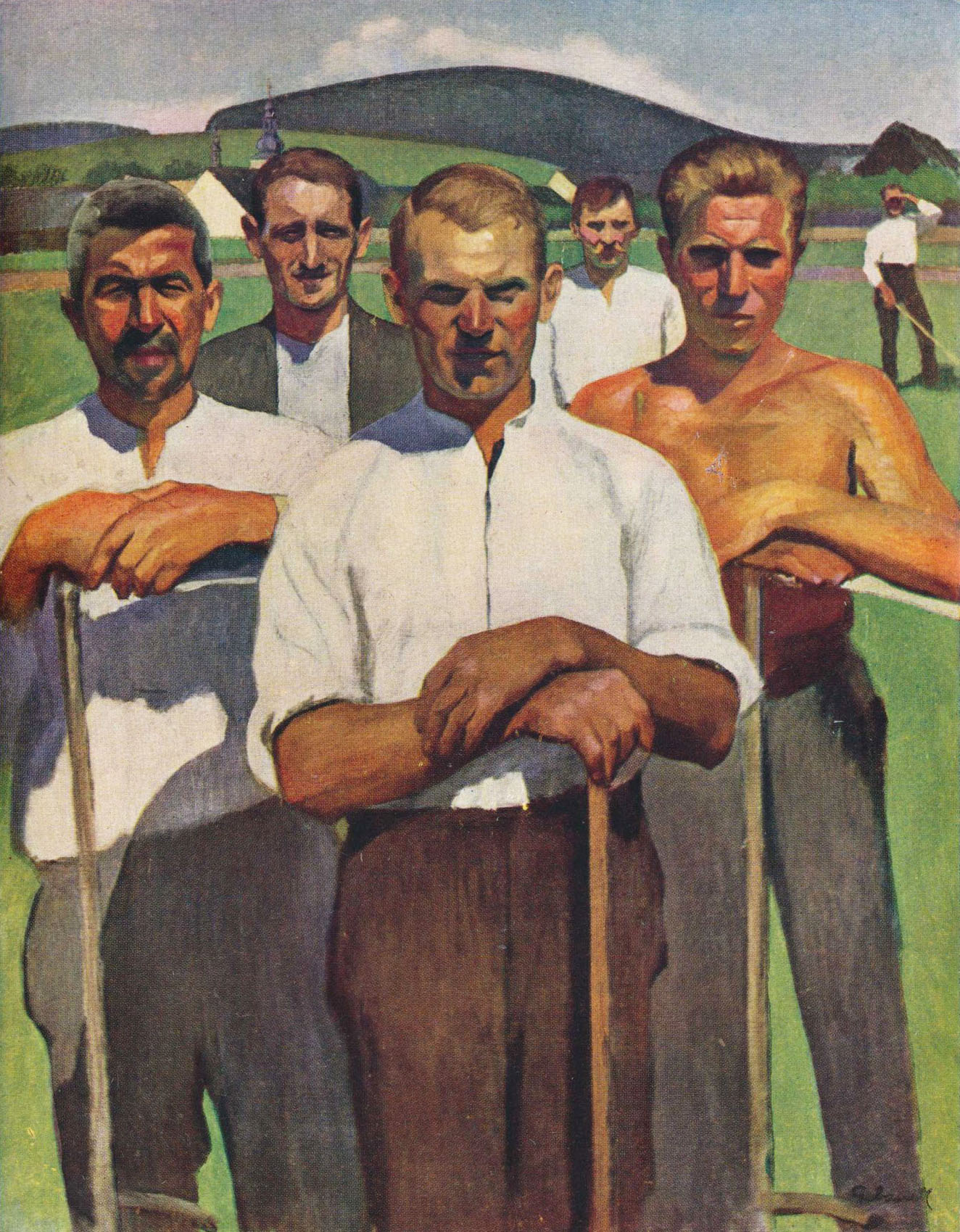
Sedláci (1929–1930)
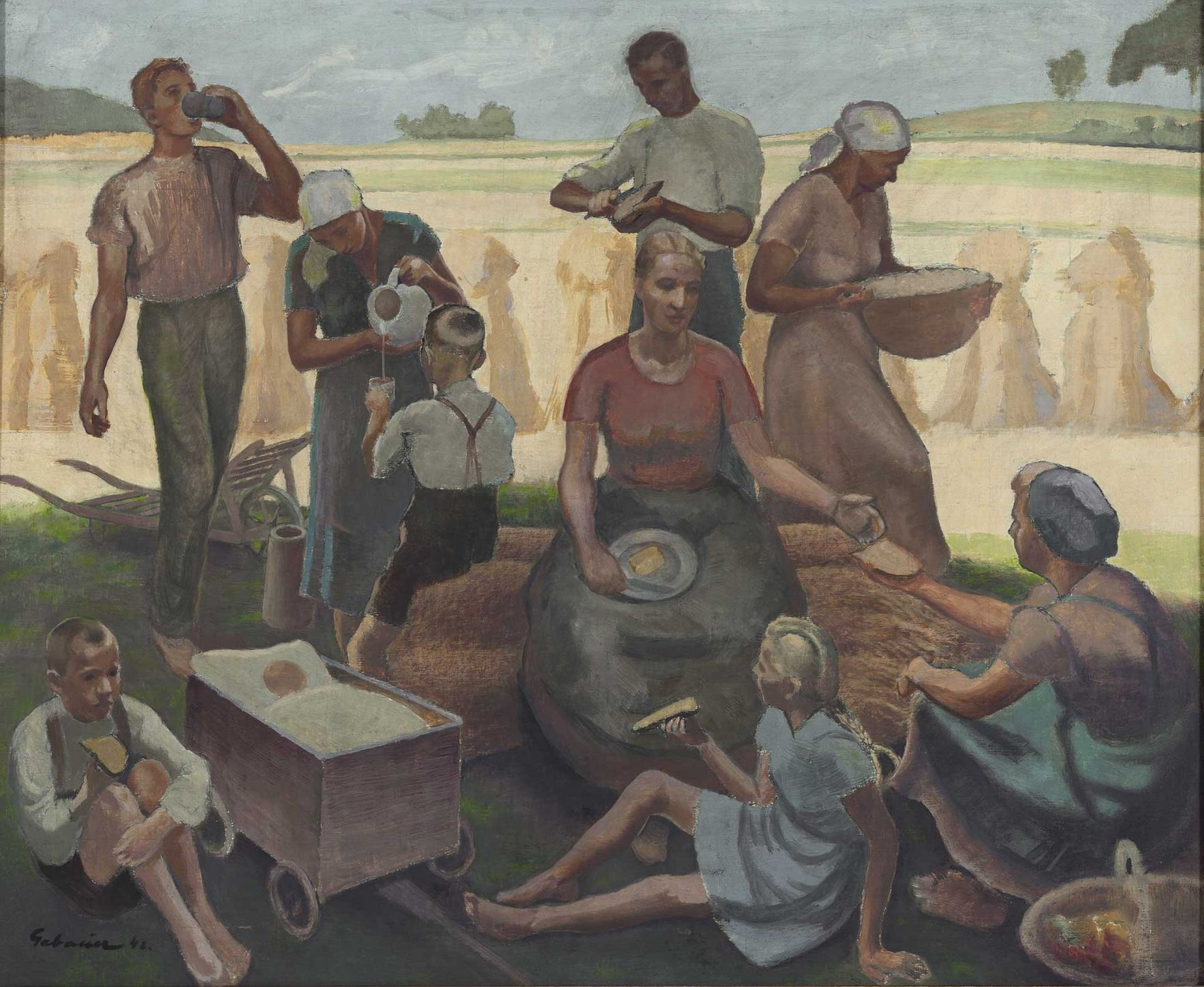
Svačina na poli (1942)